# Anthem (ゲーム)
『ANTHEM』（アンセム）は、バイオウェアが開発し、エレクトロニック・アーツ（以下「EA」）より2019年2月22日に発売されたオンラインマルチプレイヤーアクションロールプレイングゲーム。

## 概要
アクションRPGとサードパーソン・シューティング（TPS）の要素を組み合わせた、最大3人のプレイヤーが共有するオープンワールド形式のゲーム。各プレイヤーは、「ジャベリン」と呼ばれるカスタマイズ可能なエクソスーツ（パワードスーツ）を身につけた「フリーランサー」として活動する。
RPG的要素に加え、『Borderlandsシリーズ』や『Destiny』に『The Division』といった作品のような、ミッションを繰り返すことによってより良い戦利品を手に入れることを目指す「ルートシューター（Loot shooters）」の要素も含む。
本作は、映画監督のニール・ブロムカンプによる予告編『Conviction』が作られ、そのクオリティに注目が集まった。しかし、実際には開発の段階で多くの困難や迷走があり、発売されたゲームはバグや長いロード時間、面白みのない内容などで大きな批判が集まった。いくつもの修正が発売後に行われていたが、バイオウェアは「根本的に作り直す」との声明を発表した。
プレイする（ソロプレイ含む）ためには、PlayStation 4版はPlayStation Plus、Xbox One版はXbox Live Goldの加入が必須となる。

## ジャベリン
ジャベリンには4つの種類があり、ゲームを進めるとアンロックされていく。それぞれのジャベリンは独自の属性と能力を持っており、様々なプレイが可能。
レンジャー
パッケージでも最も大きく描かれている、本作を象徴するスーツ。万能型の性能
コロッサス
最も大型で重装甲のスーツ。高威力の重火器を使用する。
インターセプター
忍者のような細身のシルエットが特徴の、高機動型スーツ
ストーム
魔法使いのような外見のスーツで、魔法のような範囲攻撃を繰り出す。

## 設定
始まりの日に神々が「創造の賛歌」を紡ぎ、大地に様々な獣を生み出した。しかし、すべての創造を終える前に神々は消えた。「創造の奏具」が撒き散らされたある惑星が、本作の舞台となる。不安定な奏具は、様々な怪物を生み出し、破滅的な災害を引き起こしている。
はるか昔、人類は「ウルゴス」と呼ばれる種族の奴隷にされていた。ある時、ヘレナ・タルシスとその仲間たちが、後に「ジャベリン」と呼ばれることになるエグゾスーツを開発し、自らを犠牲にしながらも人類に支配権を取り戻した。そして彼らは伝説の英雄として語り継がれることになった。
現在、人々は要塞化された都市に暮らしている。しかし、壁の向こうには依然として様々な脅威が広がっている。世界には、「賛歌」の力を求める者たちにより戦いが繰り返され、ジャベリンを操る「フリーランサー」たちの手に人類の命運が握られている。

## 開発

### 当初の構想
本作の開発は、『Mass Effect 3』のリリース直後の2012年に、『Mass Effect（以下、シリーズの総称としては『ME』と表記）』3部作のエグゼクティブプロデューサーであるケイシー・ハドソンの下で開発が始まった。当初のコードネームは「Dylan」というもので、これは「ボブ・ディランのように長く語られる存在になるように」という思いからだったらしい。その後「Beyond」という名になり、2017年まで使われていた（以下では便宜上、基本的に『Anthem』と表記）。
開発当初、バイオウェアは『Dragon Age: Inquisition(以下『DA:I』)』を2014年に発売するため、会社全体が開発に注力していた。本作のチームはしばらくの間規模も小さく、謎のプロジェクトだった。「Dylan」と呼ばれていた当初のコンセプトは野心的なもので、常に変化し続けていたという。この時点ではアクションやマルチプレイといった構想はあっても、まだ誰もどういうゲームになるか分かっていなかった。一つの目標は、『ME』や『Dragon Age(以下、シリーズの総称としては『DA』と表記)』といった従来の作品とは一線を画すものにすることだった。すぐに出てきたコンセプトの一つが、危険に満ちた惑星を舞台にするというものだった。数ヶ月の間に核となる部分が出来上がっていき、それは惑星中に強大な怪物がいて強化スーツを着たプレイヤーが生き残るために戦い、大規模な災害が各地で起こり、スーツの強化や他のプレイヤーとのプレイの共有ができる、といったものだった。E3 2014でのタイトル未定のティザー映像として、これらプロトタイプの一部を見ることができる。
本作は当初からオンラインマルチプレイとしてはいたが、現在のようにルートシューター的なものというより、サバイバル要素が大きかったようである。当時開発者たちの士気は高かったが、同時にこれら壮大な構想が本当に実現できるか懸念もあったようである。そういう中の2014年8月、チームを率いていたケイシー・ハドソンがバイオウェアを退社してしまう。もう自分なしでも大丈夫だと感じたからといい、2011年にディズニーからEAに移ったジョン・ワーナーが後任についた。しかし、『ME』3部作がハドソンの強いリーダーシップの下開発されていたと感じていた者は多く、その人物が去ったことに今後を不安視する向きもあった。しかしそれでも『Anthem』開発チームの士気は依然高かった。発売された『DA:I』は高い評価を受け、その開発者の多くが『Anthem』のチームに移った。『Anthem』には多くの可能性があると信じ、技術的な問題や方向性の変更で開発に苦戦していた『Mass Effect: Andromeda(以下『ME:A』)』の様な事は起こるはずがないと思っていた。

### いつまでも定まらないゲーム内容
しかし開発が進んでいくと、オリジナルのアイディアの中にはうまく行かないものや、しっかり固まっていないものも見えてきた。移動方法一つにしても、後に本作の特長となる飛行要素ですら、滑空に近かった初期のものから追加や削除が繰り返され、その度に世界のデザインを変更する必要があった。クリーチャーや天変地異の発生もスムーズには行かなかった。
ストーリーの方でも変化があった。2015年の初頭、『DA』シリーズのシナリオライターであったデイヴィッド・ゲイダーが『Anthem』のチームに加わり、これまでとは大きく異なるものになった。それはこれまでのバイオウェア作品に近いものだったが、開発者には「SF版『DA』など見たくない」と、同じようなものを作ることには不満もあったようである。これに対しゲイダーは、「プロジェクトに参加した頃、デザインディレクターのプレストン・ワタマニアクから、"サイエンス・ファンタジー"の路線に要求があり、ファンタジーが得意な自分はそれでも良かったが、チームの他のメンバーからは明らかな反対があった」と語っている。周囲はゲイダーのアイディアと思っていたのか、「『DA』らしい」というコメントがよくあり「明らかに褒め言葉とは感じられなかった」という。「これまでと違うことをしたい」と言いたいが、はっきり言い出せない空気が漂っていた。結局ゲイダーは2016年初頭にバイオウェアを去り、「時間が経つにつれ、自分が取り組んだゲームをプレイする気にならなくなった」と後に語っている。その結果、またストーリーを再構築することになり、多くの部署の負担が増えることになった。
『Anthem』のチームは、ハドソンが抜けた穴を埋められず、不安定なのが普通になっていた。本作の舵取りは、ゲームディレクターのジョン・ワーナー、デザインディレクターのプレストン・ワタマニアク、アートディレクターのデレク・ワッツ、アニメーションディレクターのパリッシュ・レイ、そして最初から『Anthem』のチームにいた、『ME』にも関わったバイオウェアのベテランという面々により行われていた。開発者の証言によれば、「彼らには明確なヴィジョンも無く、優柔不断で何も決められなかった」といい、決定されてもそれが実行されるまで、数週間から数ヶ月かかることもあったという。設定やストーリーも二転三転し、同時期には『ME:A』側の開発でも苦戦しており、結局2015年から2016年にかけては、ほとんど何も達成できなかったという。

### Frostbiteとの格闘
これほど開発が難航した要因の一つに、ゲームエンジンの「Frostbite」があるとされる。FrostbiteはEAの子会社EA Digital Illusions CE(DICE)により開発され、ファーストパーソン・シューティング(FPS)に使われていたが、後にはEAの他ジャンル作品にも使われるようになった。これによって開発ノウハウの共有や、ライセンス料の節約といったことが期待できた。
バイオウェアも2011年に『DA:I』からFrostbiteを使い始めたが、これは大きな問題をもたらした。セーブやロード、三人称視点などの、以前のエンジンでは当たり前のようにあった機能がFrostbiteには存在せず、開発チームはそれらをゼロから構築せねばならなかった。『ME:A』でも同様の問題に直面し、『Anthem』も同様だった。開発チームにFrostbiteの開発者がおらず、「なぜこういう動作をするのか」「どうしてこんな文章になっているのか」といったこともわからず、内製エンジンのはずが外製エンジンと同様の問題を抱えていた。開発者たちは「Frostbiteでの製作はとにかく複雑で難しく、何をするにも時間がかかる」と語っている。
『Anthem』のチームは開発初期の数年間で、当初考えていたアイディアの多くが、Frostbiteでは不可能ではないにしても、困難であることが分かった。このエンジンは大きく美しい世界を作ることはできたが、野心的なアイディアの全てはサポートできず、エンジンに手を加えるという手もあったがそれにも時間がかかり、環境の変化やサバイバル要素などいくつもの部分を削ることになった。
『Anthem』チームの上部では、当初から『DA:I』や『ME:A』のために作られたシステムを使うのではなく、本作用に一からシステムを構築するという決断をしていた。これには他作品と一線を画すという考えもあったと同時に、本作がオンラインであり、『DA:I』などのシステムが通用しないかもしれなかったからである。しかし、本作のチームは常に人手不足の状況だった。理由の一つとして2016年に『FIFAシリーズ』もFrostbiteに移行し、毎年発売されるこの重要なタイトルに、優秀なスタッフの多くを取られてしまった。EA内ではFrostbiteに精通したスタッフをスタジオ間で争うのが一般的で、バイオウェアはそれに負けるのが普通だった。EAにとっては遥かに売上が大きい『FIFA』や『スター・ウォーズ バトルフロント』などの方が優先されたのである。

### 突貫工事のデモ製作
2016年末まで、『Anthem』は約4年間何らかの形でプリプロダクションの状態にあった。一般的なゲーム開発でこれだけの時間が経過すると、ヴィジョンも固まり本格的な制作に入る頃である。『Anthem』に関わった者には、「この頃からゲームがダメになった」「『ME』でもあったように、期限間近で『クランチタイム(過酷な労働状態)』に入るのではないか」と感じ始めた者もいた。何人かの開発者は、これらの懸念を取締役に持ち込んだが、無視されたと語っている。「『DA:I』や『ME:A』でも同じような問題が起こっていて、同じミスを繰り返している」と開発者は語る。
数ヶ月の間に『Anthem』では、『Destiny』や『The Division』の様なルートシューターのアイディアや技術を取り入れ始めていた。バイオウェアでは『Destiny』の名を出すのもタブーになっており、はっきり「これは『Destiny』ではない」と言われた開発者もいたらしい。しかし開発者はまた、「(『Destiny』を開発した)Bungieなどはその市場のリーダーと言える存在で、彼らのやっていることはよく見ておくべきで、多様な銃の感触などのデザインスキルは、RPGを作ってきた我々には無かった」とも語っている。
バイオウェアの伝統で、クリスマス休暇にスタッフ全員が家に持ち帰れるデモを作るというのがあり、2016年は『Anthem』の番だった。その時点で飛行要素は排除することが決まっていたが、どうすれば楽しくプレイできるかよく分からず、平地でエイリアンを撃ち続けるといったものになっていた。2017年3月に『ME:A』が発売され、バイオウェアの大部分のスタッフが『Anthem』に参加できるようになった。同時期に、DICEの創業者の一人で、EAの副社長のパトリック・ソダーランドがクリスマスデモをプレイした。当時の事情を知る者たちによると、ソダーランドは「これはゲームとして約束されていたものとは違い、受け入れられない」と語り、特にグラフィックに失望していた様子だった。ソダーランドはバイオウェアの上部スタッフをFrostbiteを開発したDICEのあるストックホルムに呼び寄せ、DICEの開発者たちと会談させた。そしてその後、ソダーランドに見せるための「とにかく見栄えの良いデモ」を作るため、約6週間に渡る作業が始まった。
何年もの間『Anthem』のチームは、飛行要素を削除したり追加したりを繰り返していた。しばらくは1つのスーツだけが飛行できるという予定だった。しかしオープンワールドのゲームで、垂直方向の自由度を許されているのはほとんど無い。これには、プレイヤーが世界の外に出てしまわないための山や壁を作れなくなるという理由がある。重要地点を飛び越えて気づかないという心配もあった。それでもソダーランドの好感触を得るため、結局『Anthem』にとって唯一の際立つ特徴だった飛行要素を復活させることにした。その時点で開発者は「これがゲームに恒久的に残るものなのか、ソダーランドに見せるためだけに入れたものなのか分からなかった」という。
2017年の春、ソダーランドはエドモントンのバイオウェアのオフィスに向かった。『Anthem』チームは、完全に作り直し飛行要素を復活させたデモに自信はあったが、前回デモの失敗と『ME:A』も失敗と言っていい反応だったことから、これにプロジェクトの存続がかかっていると緊張が高まっていた。改めてデモを観たソダーランドは、「凄かった、もう一度見せてくれ」「これぞ私が求めていたものだ」と感激した。このデモが、数週間後にE3 2017で公開したゲームプレイトレイラーの基礎となった。
ところがE3での発表の準備が整った頃、EAからそれまでのタイトルだった「Beyond」では権利の確保が難しすぎるため、名前を変える必要があると通告された。そしてバイオウェアは新たに「Anthem」というタイトルにした。これは予備としてとっておいた別の名前の一つだったらしい。しかし、チームの中にはこれまで「Beyond」という名前で製作してきたのには内容的にも意味があったのに、特に意味が感じられない「Anthem」になるのには不満もあったらしい。この後チームは、どうやって「Anthem」をゲームに絡めるかを考えなければならなくなった。
E3の後で、ようやく開発者たちは自分たちが作っているのがどういうゲームか分かってきたという。しかし、実はまだその時点でもゲームは試作段階にあり、E3のデモも後に発売されたゲームとは大きく異なっており、他の多くのこともまだ決まっていなかった。それでもバイオウェアは、『Anthem』を2018年秋に発売すると発表してしまった。しかし裏では1つのミッションもまともに実装されておらず、事態は悪化の一途を辿っていた。

### スタジオ間の問題
バイオウェアにはいくつかのスタジオがあり、『ME』3部作や『DA』を開発したエドモントン、MMORPGの『Star Wars: The Old Republic(以下、『SW:TOR』)』を開発するため設立されたバイオウェア・オースティン(以下、オースティン)、『ME:A』を開発したバイオウェア・モントリオール、BioWare Mythicなどがある。この中で本社もあるエドモントンは、「自分たちがオリジナルのバイオウェアだ」という意識があり、他のスタジオを見下すような傾向があったという。
『SW:TOR』を開発した後、オースティンはいくつかの独自プロジェクトを開始した。しかしそれらは2014年末までに全てキャンセルされ、バイオウェアは「One BioWare」と呼ばれるイニシアチブを制定した。これはすべてのスタジオが連携して動けるようにする計画だった。オースティンのスタッフの多くは『DA:I』のダウンロードコンテンツや『ME:A』の開発に移った。ソダーランドが新たなデモを要求していた2017年初頭には、オースティンのスタッフのほとんどは『Anthem』に加わり、ほぼ全ての部門をサポートしていた。『Anthem』開発におけるエドモントンでのヴィジョンの欠如は、オースティンではさらに顕著になり、開発者たちはこれがどういうゲームなのかもよく分からず、苦労の一つとして「コンセプトが理解できていなかった」ことを挙げている。
オースティンのスタッフたちは、エドモントンが考えたことを実行するだけのように感じており、それが両スタジオ間に緊張をもたらしていた。MMORPG開発の経験があるオースティンにとって「これはうまく行かない」と感じたことをエドモントンに上げても、無視されたりやめさせられたことがあったという。これはシングルプレイRPGを作ってきたエドモントンとの文化の違いからとされる。2017年のE3後にある程度ヴィジョンが見えてきた頃でも、何か決めて作ろうとはならなかったという。
新しいシナリオディレクター、ジェイムズ・オーレンの下ではストーリーはまだ流動的で、ミッションや戦利品にエグゾスーツなどのシステムも確定しておらず、特にデザインが遅れていた。2017年の夏頃には、バイオウェアのベテラン開発者たちがスタジオを離れ始め、リードデザイナーだったコリー・ガスパーが若くして死去し、この部門に大きな穴を残すことになった。セーブやロードなどの核となる機能もまだ実装されておらず、試作版はバグだらけでプレイするのも困難だった。6月には本格製作に移行するはずだったが8月になっても進まず、何かが間違っているのは多くの人にも明らかだった。宣言していた2018年秋の発売はもう現実的ではなく、EAも会計年度末の2019年3月より発売が遅れることは認めなかった。あまりの開発の遅れは、2019年初頭に当初の高い目標を満たすどころか、発売することすら不可能に思え、何かを変えることが必要だった。

### マーク・ダラーの存在
バイオウェアは2017年10月までに大規模な改革を行うことを決めていた。夏にはジェネラルマネージャーのアーリン・フリンが退社し、後任には会社に復帰したケイシー・ハドソンが就任した。その後、マーク・ダラーがエグゼクティブ・プロデューサーとして就任した。ダラーはすでに『DA』の4作目を手がけていたが、それは一旦キャンセルされた。『Anthem』をEAが指定した出荷日に間に合わせるため、会社の全てのリソースを集中する必要があった。この後、ダラーの役割は『Anthem』にとって非常に重要なものになっていく。
2017年秋に『Anthem』に参加したダラーは、「ゲームを完成させ発売する」というただ一つの目標に向けてプロジェクトを動かし始めた。ある開発者によれば、ダラーの良い所は、チームに最も欠けていた「決断を下し実行させる」ができたことだという。またある開発者は、ダラーは基本的に「始めたことを最後までやり遂げろ」と言っていたという。2018年初頭の時点では、ミッションは1つしか実装されておらず、戦利品やジャベリンのシステムも完全に決まっておらず、ストーリーもまだ流動的だった。6年以上かかったというゲーム開発で、作品の核となる要素が作られたのは最後の12～16ヶ月であり、そこまで遅れたのはヴィジョンとリーダーシップの欠如に他ならなかったのである。

### スタッフの疲弊
開発の最終年は、バイオウェアのスタッフにとって最もストレスの多い年となった。失った時間を取り戻すように、深夜や週末にも仕事をしなければならなかった。モントリオールやMotiveのような外部スタジオの開発者を含め、パブリッシャー全体からチームを集めてゲームを制作していた。『The Division 2』が発売され、『Destiny 2』や『Warframe』といった競合のルートシューターも改善を続けており、様々な方面からプレッシャーがかかっていた。もうカットされる部分が出るのも仕方なく、アイディアを練ったり面白さを見つける時間もなかった。後に問題視されるロードの長さも、開発時にすでに分かっていたが余裕がなく対処できなかった。
ビデオゲームの開発は、発売間近になると過酷な労働状態になることが珍しくない。『The Last of Us』などの歴史的名作と言える作品も、そういう状態から生まれている。だが、『Anthem』はどこかが違っていた。『ME:A』でフェイスアニメーションがネタにされたことへの反動から、『Anthem』ではキャプチャーに力を入れたが、それには非常にコストがかかった。作品の内容が変化し続けている中で意味をなさなくなったシーンもあったのだが、完全にやり直すことはできなかった。作中の台詞などに明らかに不整合なものがあるのはそれが原因である。ゲームの全体を把握することもできない中では、バランス調整なども困難で、サーバの問題で何もできない週もあったという。オンラインのゲームなのに、ログインできないのでオフラインでテストをするという妙なこともあったという。発売の数ヶ月前には、自分の装備を見せる場所が無い事に気づき、EAのMotiveスタジオに依頼して、急遽ローンチベイを作ってもらった。
バイオウェアの経営陣は割と楽観的だったが、最後の数カ月間は改善点が指数関数的に増えていたという。精神衛生上の理由で数週間～数ヶ月休むことを指す「ストレス休暇」というものがあるが、ある元開発者によれば、「『ME:A』の開発が終わるまでそういうのは聞いたことがなく、『Anthem』の開発ではそういう慣習はさらに悪化していた」という。そういう状況は2017年から2018年にかけて大量の退職者を生み、その中には長年勤めて高い能力を持つものも多かった。バイオウェアの中では鬱と不安が蔓延し、いつも怒ったり泣いている者がいた。ある開発者によれば、社内の「ストレス犠牲者(stress casualties)」の数は数え切れないという。これは、ストレスで精神的に参った人が1～3ヶ月いなくなる事を指し、戻ってくる者もいたが、戻らなかった者もいた。
『Anthem』への参加を公表されていたドリュー・カーピシンは2018年3月にバイオウェアを去ったが、彼は後に「バイオウェアで仕事を始めた頃は、全てが新鮮でエキサイティングだった。しかし成功して成長するうち、創造性や情熱ではなく市場調査に基づいてゲームを作るようになった。夢はただの仕事になり、かつてのような興奮や情熱は失われてしまった」と語っている
。アーリン・フリンは、テクノロジー企業Improbableのジェネラルマネージャーとなったが、バイオウェアに長く努めた10人以上のスタッフも、彼を追って同社に移っている。
バイオウェアの上層部がここまで楽観的だった理由の一つとして、「バイオウェア・マジック(BioWare Magic)」という言葉があるとされる。これは、「開発時にいくら難航していても、最後にはうまくまとまる」といったもので、『ME』三部作や、『Dragon Age: Origins』、『DA:I』でもそうだった。バイオウェアで働く人の多くが、優柔不断や技術的問題に加え、過酷な追い込みの末完成された『DA:I』の成功は、「自分たちにとって最悪の出来事」と口にしている。「このようなやり方が正しくないと解らせるためには、いっそ『DA:I』は失敗しているべきだった」とまで語っている。。
ダラーの下で開発には勢いがあったが、最終的には時間が足りなかった。モックレビュー(外部コンサルタントによる評価)によれば、『Anthem』のMetacriticスコアは70点台後半になると予測され、これはバイオウェアのソフトにしては低めだったが、最後の数ヶ月で磨きをかけることで更に上げられる可能性があると思っていた。ライブサービスを何年も続けていき、徐々に修正していくつもりでもあったらしい。しかし、これらの予測はかなり楽観的なものだったと後に分かることになる。

## 発売
2019年1月25日には予約者向けに、2月1日には一般向けにゲームのデモがダウンロード可能な状態で公開された。2019年2月14日には、ゲームの前に起こる物語を描いた実写短編映画兼トレーラー『Conviction』がオンラインで公開された。これはニール・ブロムカンプが監督を務め、独立系のOats Studioが制作を担当した。2019年2月15日、EAは同社のサブスクリプションサービスOrigin Accessのプレミアム加入者を対象にゲーム全体を配信し、Origin Access BasicとEA Access(Xbox One版)の加入者は10時間のトライアルを利用できるようにした。
『Anthem』は2019年2月22日に、全プラットフォームで全世界に正式リリースされた。2019年9月13日、Origin Access BasicとEA Accessにゲーム本編が追加された。

## 発売後
2019年2月15日に『Anthem』が配信されると、多くのプレイヤーやレビュアーが欠陥だらけの内容を目の当たりにし、堰を切ったように批判が溢れ出した。ロードは長すぎ、戦利品のシステムはバランスが悪く、ミッションは内容が薄い上同じ事の繰り返しだった。多くのプレイヤーはジャベリンの力や飛行能力には満足していたが、それ以外の全てが不足していると感じていた。この時期のヴァージョンで公開したことは、バイオウェアにとっては致命的なミスと言え、公開しなければここまでの低評価にはならなかったと思われる。数日後には批判されていた問題のいくつかが修正されたが、もう手遅れだった。Metacriticのスコアが落ち着く頃には、55点になっていた。
EAのCEOアンドリュー・ウィルソンは、2019年6月のE3 2019で『Anthem』の状態について話し、ゲームがEAの期待に達していないことを認め、EAはまだゲームの改善を続けていると語った。ウィルソンは、このゲームのプレイヤーは大きく二つに分けられると語っている。一つは高いストーリー性を期待するバイオウェアのファンで、もう一つはアクションアドベンチャーのファンである。ウィルソンによると、両者とも30時間程度のコンテンツをプレイするまでは満足していたが、その後は反応が分かれ、バイオウェアのファンの多くはストーリーの欠如を残念に思っていたらしい。ウィルソンは、バイオウェアが両方のプレイヤーの期待に応える手段を見つけるために進化し、長期的に『Anthem』を改善することができると語った。数ヶ月に及ぶ遅れを経て、2019年8月にバイオウェアは、数週間かけて3つのアクトをリリースする開発計画の一環として、「Cataclysms」と名付けられた発売後のコンテンツの、最初の時限付きアクトをリリースした。しかし、2019年9月にバイオウェアは残りのアクトの計画を中止し、代わりにゲームのコアな問題を改善するための 「シーズンごとのアップデート」を配信すると発表した。2019年10月には初のシーズンコンテンツの導入が発表され、先行イベント「Cataclysms」との間の対比が描かれた。
2020年2月に更新されたブログで、バイオウェアはゲームのリブートに目を向けて、核となる部分の「実質的な再発明」を必要とするため、シーズンアップデートを終了すると述べた。これは、スクウェア・エニックスが2010年にリリースした『ファイナルファンタジーXIV』が、2013年に『新生エオルゼア』へと移行したのに匹敵する変化だと表現されている。ケイシー・ハドソンは投稿の中で、バイオウェアが 明確な目標、やる気を起こさせるチャレンジ、意味のある報酬を伴う進行など、基本的なゲームプレイを再発明したいと考えていることを明かしている。一方で、広大なSFの世界で空を飛んだり戦ったりする楽しさも維持するとしている。バイオウェア・オースティンのスタジオディレクターのクリスチャン・デイリーは、2020年5月に投稿したブログで、約30名の 「インキュベーションチーム (incubation team)」が『Anthem』のリワークを評価していると語っている。
2021年2月24日、バイオウェアは「Anthem Next」や「Anthem 2.0」などと呼ばれていた、『Anthem』の大規模な作り直しを正式に終了すると発表しライブサービスは今後も継続されるとした。バイオウェアとしては、引き続き『Star Wars: The Old Republic』のアップデートと共に、『Dragon Age』や『Mass Effect』の新作開発に注力するという
2025年7月4日、ゲームサービスの終了を発表。同年8月15日にEA Playのプレイリストより削除され、2026年1月12日をもってプレイ不可となる予定。

## 評価
レビュー収集サイトのMetacriticによると、本作は「賛否両論または平均的なレビュー」を受けた。
GameSpotのレビュアーのカリー・プラッジは、「『Anthem』には良いアイディアがあったが、その実現に大きく苦戦している」とコメントしている。IGNのジェイムズ・ダガンは、「『Anthem』にはエネルギッシュな戦闘があるが、エンドゲームのために貴重なコンテンツを節約しすぎており、ストーリーが退屈なプレイの繰り返しになっている」と述べている。GamesRadar+のサム・ラヴリッジは、「『Anthem』には根本的に重大な欠陥があり、非常に未完成である」と本作をより批判的に評価しており、「半分は良いゲームだが、全体的な空虚感と繰り返しを軽減するには十分ではない」とも述べている。USgamerのマイク・ウィリアムスは、本作を「イライラする体験」と表現し、「退屈なだけでなく、ゲームには目的がなく、バイオウェアが作れる最高のゲームとは思えない」との感を述べた。PC Gamerは「『Anthem』の支離滅裂なストーリー、つまらない戦利品、繰り返しのミッション、そして浅いエンドゲームには失望させられる。少なくとも外見は良いが。」と語っている。エレクトロニック・ゲーミング・マンスリーのニック・プレサスは、本作にに対して比較的寛大で、「『Anthem』 は運転するのが純粋に楽しい美しい車だ…。」と言いながらも、「…だが定期的に車輪が外れる。」と加えた。デストラクトイドのクリス・カーターは、「無視できない欠点がいくつかある」と言っているにもかかわらず、本作を「楽しい体験」と語った。
『Anthem』は賛否両論あったものの、その戦闘と飛行には称賛の声が寄せられた。GameSpotは、プレイヤーが「頻繁に着陸し地上に留まることを余儀なくされる」ことに失望しているにもかかわらず、飛行を「自由で、穏やかで、爽快な気分を一度に味わえる」と評している。USgamerは、「巨大なトンネルの中を飛んだり、古代遺跡の中を飛んだり、森の木々の中を飛んだりするのは畏敬の念を抱かせる」と述べ、飛行体験に好評を寄せた。戦闘について言及したIGNは「『Anthem』の戦闘は力強く、魅力的で、ユニークで、これはコントローラとマウス&キーボードのどちらでも良好に操作できるおかげだ」と述べている。
複数の批評家は、「ロード画面が非常に長く、5分以上かかることもあれば、平均的なミッションを完了する時間を超えることもある」と指摘している。ロード時間の問題はその後、デイワンパッチの一部として改善され、同時にその他の改善も行われた。

### 売上
EAのCEOアンドリュー・ウィルソンは、決算報告で「『Anthem』の滑り出しは我々の期待に応えられなかった」と述べた。同社CFOブレイク・ヨルゲンセンは、発売直前の予想では3月末までに500～600万本の売上を見込んでいたという。正確な数は不明だが、少なくとも期待していたほどの売上ではなかったようである。
『Anthem』は発売初週にイギリスで小売売上チャートのトップを獲得したが、発売週の小売売上はバイオウェアの前作『ME:A』の半分程度であった。日本では発売時に78,000本を販売し、販売チャートのトップに立った。北米では、NPDのデータによると「バイオウェアが開発したゲームとしては、2012年3月に発売された『ME3』に次ぐ2番目に高い発売月売上を記録した」という。
『Anthem』は、2019年3月までにPlayStation Store経由でPS4にダウンロードされたビデオゲームのトップに立っていた。SuperDataが報じたところによると、2019年2月のゲームのデジタル収入は1億ドル以上で、そのうち350万ドルはゲーム内購入によるものだったという。

### 受賞歴
| 年   | 賞                                 | 部門                                                        | 結果       | 出典   |
| ---- | ---------------------------------- | ----------------------------------------------------------- | ---------- | ------ |
| 2018 | Game Critics Awards                | Best of Show                                                | ノミネート | [ 56 ] |
| 2018 | Game Critics Awards                | Best Original Game                                          | ノミネート | [ 56 ] |
| 2018 | Game Critics Awards                | Best PC Game                                                | 受賞       | [ 56 ] |
| 2018 | Game Critics Awards                | Best Action Game                                            | 受賞       | [ 56 ] |
| 2018 | Game Critics Awards                | Best Online Multiplayer                                     | ノミネート | [ 56 ] |
| 2018 | ゴールデンジョイスティックアワード | Most Wanted Game                                            | ノミネート | [ 57 ] |
| 2018 | Gamers' Choice Awards              | Most Anticipated Game                                       | ノミネート | [ 58 ] |
| 2020 | 視覚効果協会賞                     | Outstanding Visual Effects in a Commercial (『Conviction』) | ノミネート | [ 59 ] |
| 2020 | NAVGTR Awards                      | Original Dramatic Score, New IP                             | ノミネート | [ 60 ] |